# Detail (fotografie)

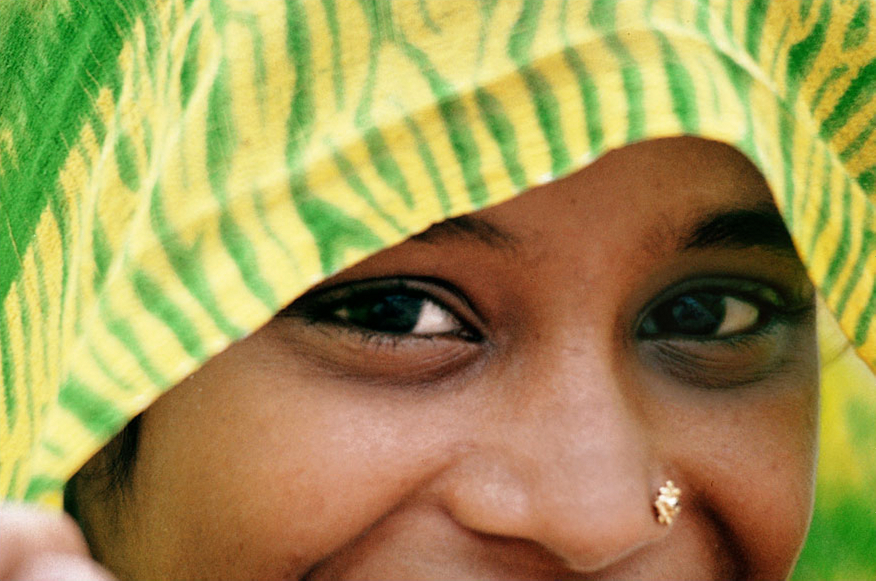
Detailní záběr v portrétní fotografii

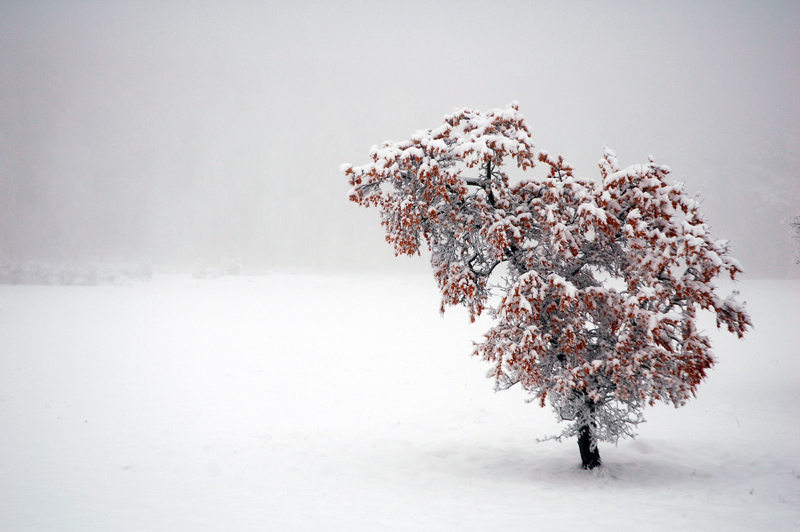
Krajinný detail (foto: Ralf Roletschek)

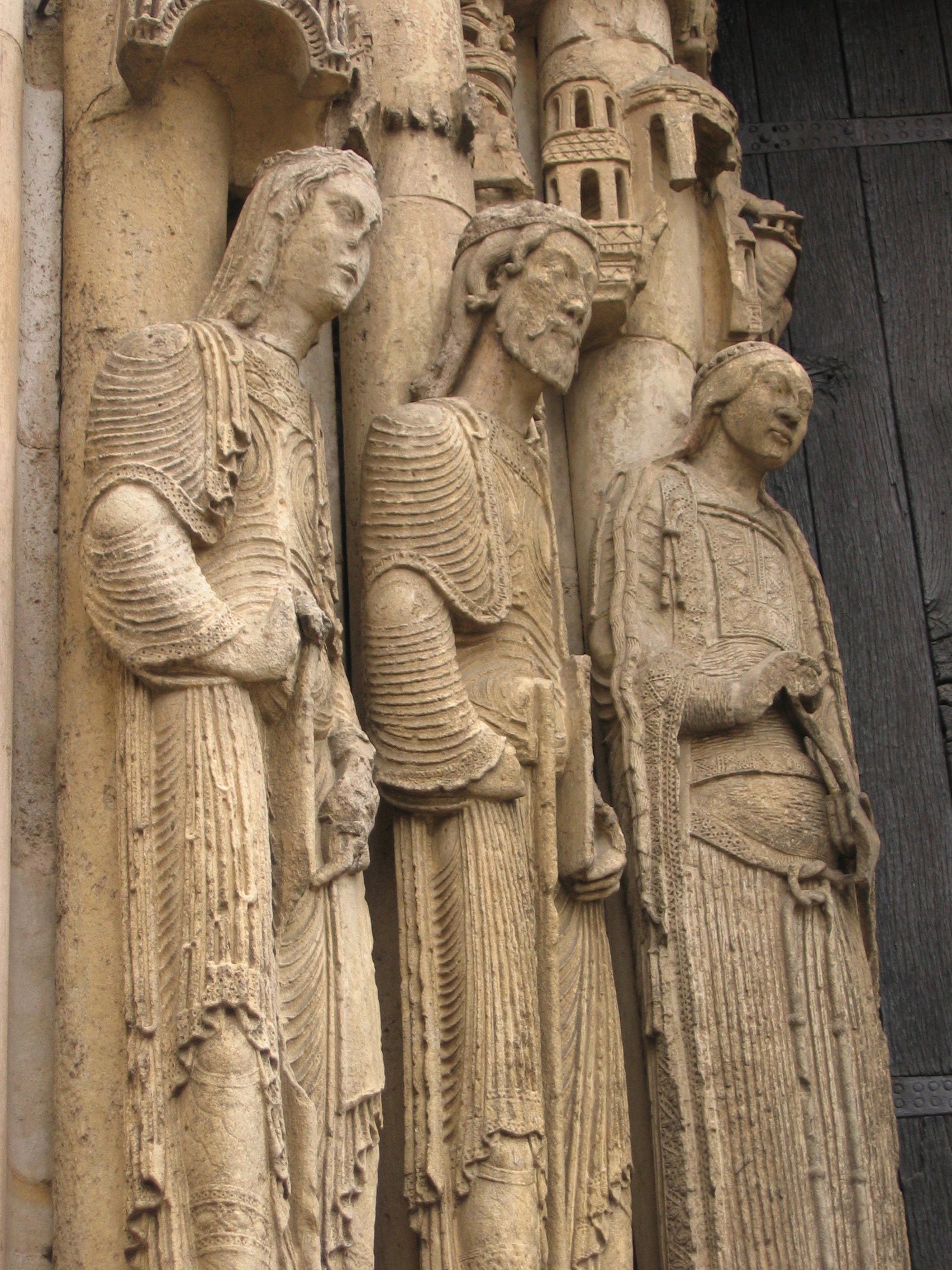
Fotografie architektury - detail katedrály Notre-Dame v Chartres

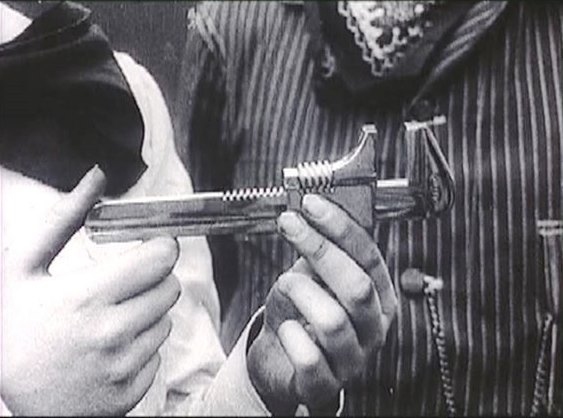
Snímek detailu z filmu The Lonedale Operator (1911) D. W. Griffitha

Detail ve fotografii, detailní záběr nebo fotografie detailu odpovídá záběru části osoby, jednoduchého předmětu nebo jeho části. Slovo detail pochází z francouzského détailler, krájet, rozdělovat a znamená součást většího celku, podrobnost, zvětšený výřez nebo dílčí pohled. Detailní záběr se využívá v fotografii architektury, portrétní a krajinářské fotografii. Též se využívá ve filmu, televizi nebo komiksu. Ve filmu je jedním ze standardních postupů pravidelně používaným spolu se středními a dlouhými záběry. Detail se zaměřuje na podrobnosti a nezahrnuje širší scénu.
Záběry detailu se používají v mnoha případech a z mnoha důvodů. Často se používá k zachycení a zobrazení drobností, vyjádření emocí, pocitů, složitějších činností, nebo rukou. Detaily tváří lidí mohou v divákovi vyvolat emocionální souznění s portrétovaným.
| „                | ...fotografie detailu by měla být cokoliv menšího než jednonásobné zvětšení (poměr 1:1), tedy fotografie pořízená zblízka a nikoliv makrofotografie... | “ |
| — Bryan Peterson | |   |

## Estetika
Problémy s nevhodným fotografickým pozadím lze odstranit změnou kompozice, případně dodáním umělého pozadí ve formě textury, papíru nebo látky s vhodnými vzory.
Lze využívat efektivní nasvícením s pomocí odrazných desek. Zajímavě mohou vypadat kapky rosy na lístku trávy, motýlí křídlo, obyčejná plechovka na kraji silnice, ale také zdánlivě banální věci, jako kuchyňské struhadlo nebo kus zrezivělého plechu.
V některých případech je vhodné komponovat důležité prvky mimo střed rámu, například podle pravidel zlatého řezu nebo jiného kompozičního pravidla.
- Zarámování hlavního motivu fotografie[1]
- Vyplnění plochy snímku fotografovaným předmětem[1]

## Technika
- hloubka ostrosti
- osvětlení
- úhel záběru

## Druhy
Existují různé stupně detailu v závislosti na tom, jaké je použito zvětšení. Terminologie se liší v jednotlivých zemích a dokonce i u různých (filmových) společností, ale obecně se jedná o:
- Medium Close Up ("MCU"): Něco mezi polozáběrem a detailním záběrem. Obvykle záběr hlavy a ramen.
- Close Up ("CU"): některé detaily, jako například něčí hlava, zabere celý snímek.
- Extreme Close Up ("ECU" nebo "XCU"): záběr je tak „těsný“, že je z celku vidět jen zlomek, jako například něčí oči.

## Galerie

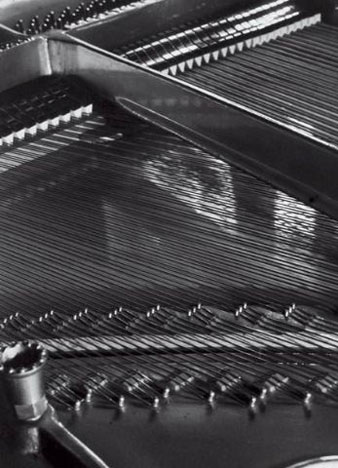
Aenne Biermann: Struny klavíru, 1928
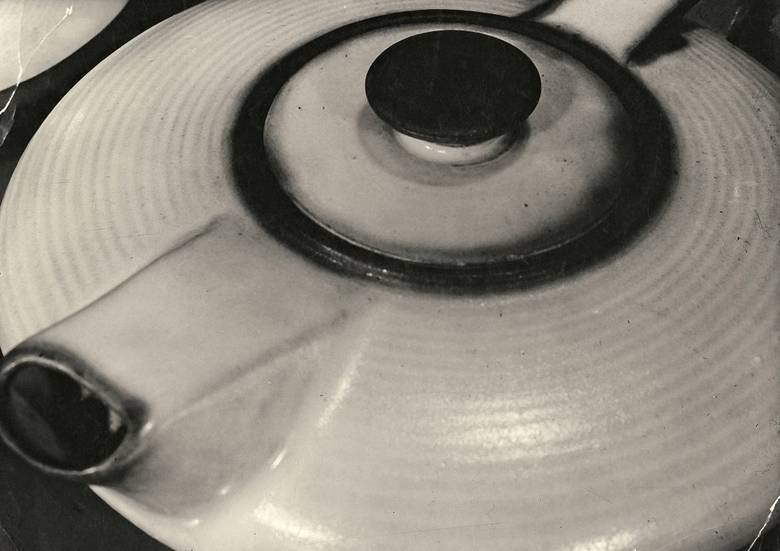
Aenne Biermann: Čajová konvice, 1929
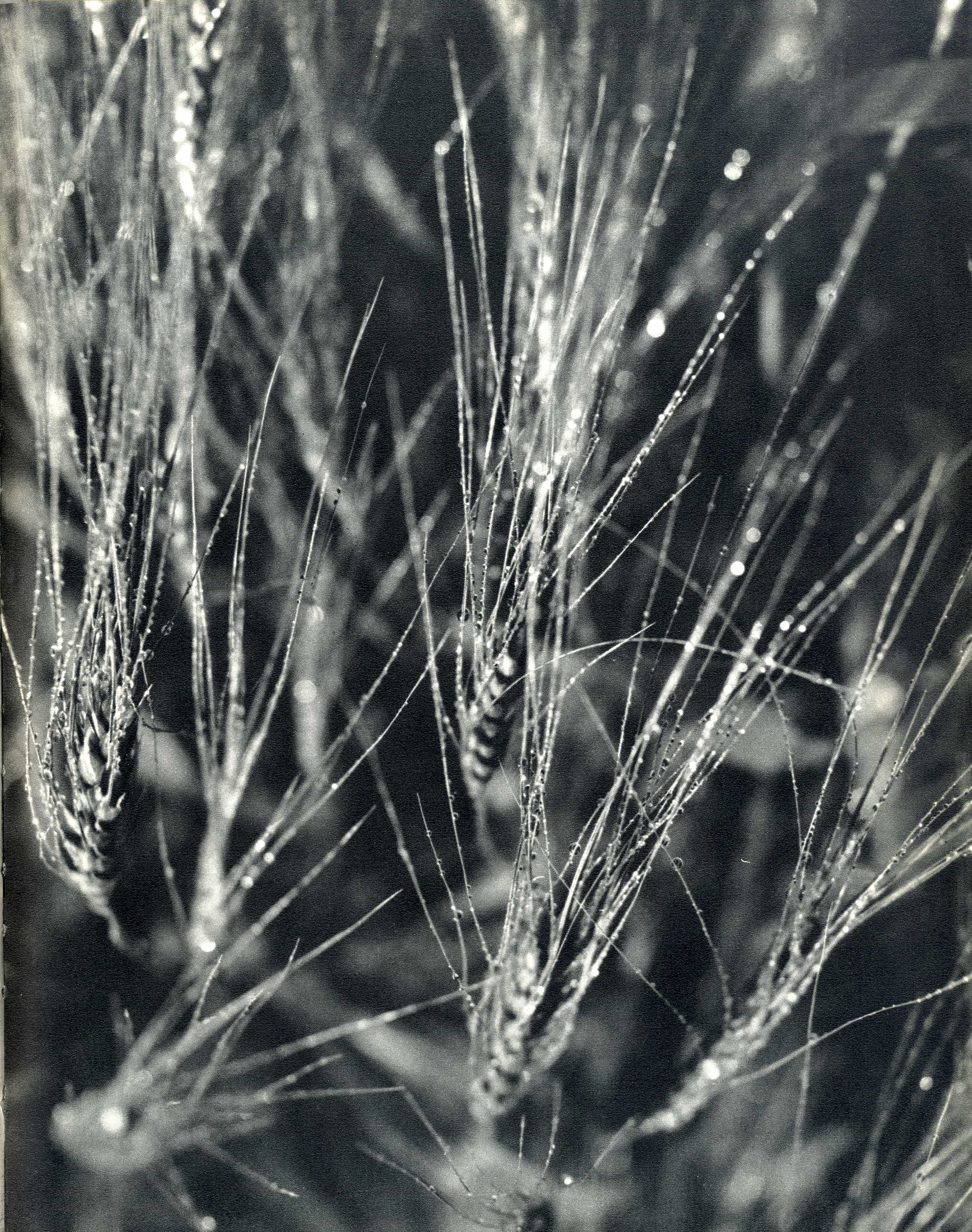
Peter Mirom: Z cyklu Píseň umírajícího jezera, 1960
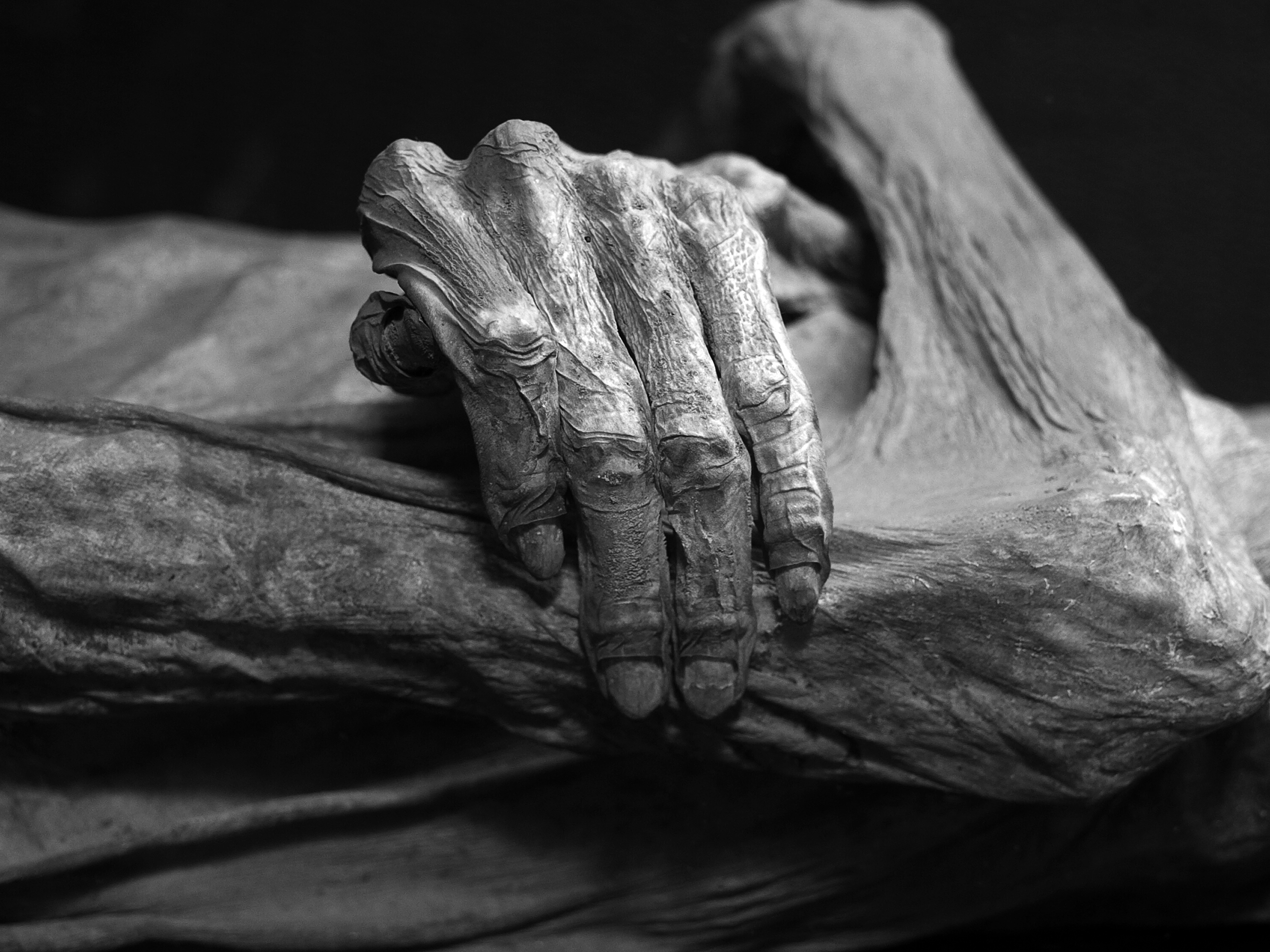
Detail mumií v mexickém městě Guanajuato. Mumie jsou mrtví z epidemie cholery, která ve městě řádila v roce 1833
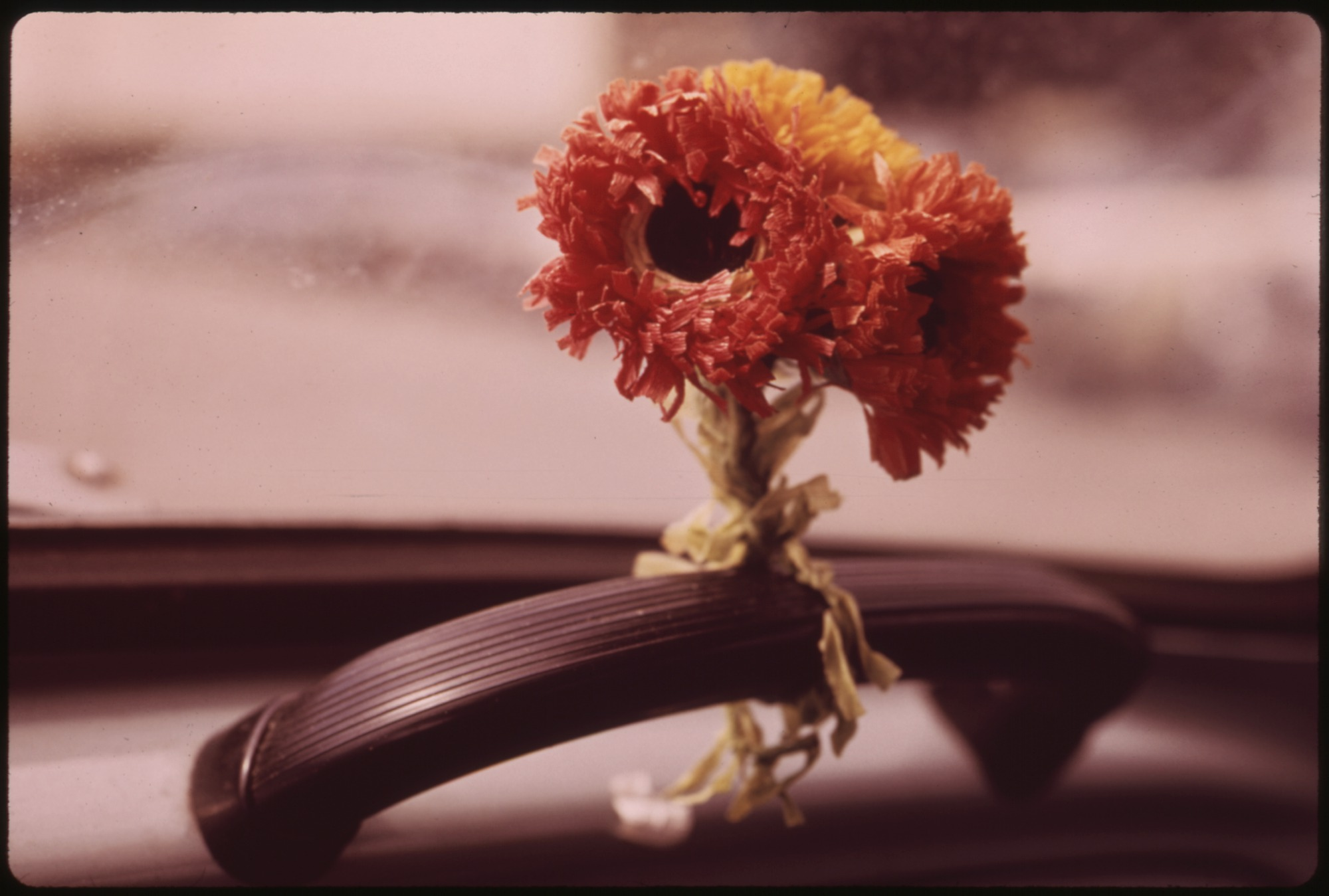
Dan McCoy: PAPER POSY BRIGHTENS INSIDE OF PHOTOGRAPHER'S VW "BEETLE", archiv NARA